# Rivière Adam
Rivière Adam är ett vattendrag i Kanada.   Det ligger i provinsen Québec, i den sydöstra delen av landet, 500 km norr om huvudstaden Ottawa.
I omgivningarna runt Rivière Adam växer i huvudsak blandskog. Trakten runt Rivière Adam är nära nog obefolkad, med mindre än två invånare per kvadratkilometer.